# Justine Mintsa
Justine Mintsa (Oyem, 8 tháng 9 năm 1949) là một nhà văn người Gabon và là thành viên của người Fang. Bà là con thứ ba trong số mười hai anh chị em. Bà lấy bằng tiến sĩ Văn học Anh tại Đại học Rouen năm 1977. Bà là thành viên của Haut Conseil de la francophonie. Bà là người phụ nữ châu Phi đầu tiên xuất bản một cuốn tiểu thuyết với nhà xuất bản uy tín, Gallimard, ở Paris.
Bà học tại Đại học Omar Bongo.

## Công trình
- Un seul tournant Makôsu, La Pensée Universelle, 1994; L'Harmattan, 2004.
- Bài giảng Premières, 1997
- Histoire Keyboardwu, Continent noirs, Gallimard, 2000.
- Larmes de cendre, 2010